# (247652) Hajossy
(247652) Hajossy es un asteroide perteneciente al cinturón de asteroides, descubierto el 26 de noviembre de 2002 por el equipo del Near Earth Asteroid Tracking desde el Observatorio Palomar, California, Estados Unidos.

## Designación y nombre
Designado provisionalmente como 2002 WO21. Fue nombrado por Rudolf Hajossy (n. 1941) quien es un físico entusiasta y profesor titular en la Universidad Comenius de Bratislava. Especialista en electrónica y física del vacío, se centró en la aplicación de la praxis en la física. Hajossy influyó en varias generaciones de físicos en Eslovaquia. Nombre sugerido por S. Kürti.

## Características orbitales
(247652) Hajossy está situado a una distancia media del Sol de 2,643 ua, pudiendo alejarse hasta 3,094 ua y acercarse hasta 2,193 ua. Su excentricidad es 0,170 y la inclinación orbital 9,922 grados. Emplea 1569,63 días en completar una órbita alrededor del Sol.

## Características físicas
La magnitud absoluta de (247652) Hajossy es 16,65. 